# Ilija Trojanow
Ilija Trojanow (bułg. Илия Троянов; ur. 23 sierpnia 1965 w Sofii) – niemiecki pisarz narodowości bułgarskiej.

## Życiorys
Urodził się w Bułgarii, ale w 1971 jego rodzina wyemigrowała do Republiki Federalnej Niemiec, gdzie uzyskali status uchodźców politycznych. Ojciec Trojanowa w latach 1972–1984 pracował na kontrakcie w Nairobi jako inżynier. Ilija po krótkim pobycie w Paryżu powrócił do Monachium i na tamtejszym uniwersytecie studiował prawo i etnologię. W tym czasie powstały jego pierwsze książki, poświęcone tematyce afrykańskiej. Oprócz publikacji o charakterze podróżniczo-etnograficznym wydawał antologie literatury afrykańskiej, tłumacząc autorów afrykańskich na język niemiecki. W 1996 wydał swoją pierwszą powieść: „Świat jest wielki, a zbawienie czai się za rogiem” (niem. Die Welt ist groß and Rettung lauert überall). Na motywach powieści powstał w 2007 film w reżyserii Stefana Komandarewa.
Jest laureatem licznych nagród literackich, w tym Nagrody Thomasa Valentina (1997), Nagrody Ludolfa Adelberta von Chamisso (2000), Nagrody Vilenica (2018). Za powieść Kolekcjoner światów (Der Weltensammler) otrzymał nagrodę Targów Książki w Lipsku. Książka ukazała się w 2014 w języku polskim, nakładem Noir Sur Blanc (tł. Ryszard Turczyn).
W roku 2013 odmówiono mu wjazdu do Stanów Zjednoczonych. Wcześniej podpisał list otwarty sprzeciwiający się amerykańskiemu szpiegostwu.

## Dzieła
- 1993: In Afrika (współautor Michael Martin)
- 1996: Hüter der Sonne (współautor Chenjerai Hove)
- 1996: Kenia mit Nordtansania
- 1996: Die Welt ist groß und Rettung lauert überall
- 2006: Die fingierte Revolution. Bulgarien, eine exemplarische Geschichte
- 2006: Der Weltensammler
- 2007: Nomade auf vier Kontinenten
- 2009: Angriff auf die Freiheit. Sicherheitswahn, Überwachungsstaat und der Abbau bürgerlicher Rechte (współautorka Juli Zeh)
- 2011: EisTau (powieść)
- 2011: Die Versuchungen der Fremde: Unterwegs in Arabien, Indien und Afrika
- 2013: Wo Orpheus begraben liegt
- 2015: Macht und Widerstand